# عائلة بيكر
عائلة بيكر (بالإنجليزية: Baker family)‏ هي لعبة فيديو تصنف ضمن ألعاب الرعب النفسي، صدرت عام 2017، والتي تتكون من شخصيات خيالية ظهرت في سلسلة ألعاب الفيديو ريزدنت إيفل من كابكوم، وظهرت لأول مرة في ريزدنت إيفل 7: بايوهازرد، وتتكون العائلة من الزوجين جاك ومارغريت والطفلين لوكاس وزوي، اللعبة مستوحاة من شخصيات من أفلام الرعب مثل فيلم البريق، وذا إيفل ديد، ومجزرة منشار تكساس.

## الشخصيات

### جاك بيكر
يعد جاك أحد الخصوم الأساسيين لـ ريزدنت إيفل 7: بايوهازرد، وهو رجل في منتصف العمر ورب عائلة بيكر، وزوج مارغريت، ووالد لوكاس وزوي.
الصوت (الإنجليزية): جاك براند (RE7).
الصوت (باليابانية): كازوهيرو ياماجي (RE7).

### مارغريت بيكر
مارغريت هي زوجة جاك، وأم لوكاس وزوي، ظهرت لأول مرة في مقطع لمشهد تجلس مع عائلتها وإيثان على مائدة العشاء في عام 2016.
الصوت (الإنجليزية): سارة كوتس (RE7).
الصوت (باليابانية): ماكي إيزاوا (RE7).

### لوكاس بيكر
لوكاس هو ابن جاك ومارغريت وشقيق زوي، وهو عبقري غير مستقر عقليًا، توصف شخصيته بأنها اندماج بين ريدلر، وجيغسو.
الصوت (الإنجليزية): جيسي بيمينتيل (RE7).
الصوت (باليابانية): سيتسوجي ساتو (RE7).

### زوي بيكر
زوي هي أصغر أطفال جاك ومارجريت الذين احتفظوا بقدراتها العقلية على الرغم من إصابتها من قبل إيفلين مثل بقية أفراد عائلتها.
الصوت (الإنجليزية): جيزيل جيلبرت (RE7).
الصوت (باليابانية): يو كوباياشي (RE7).
نموذج الوجه: أناندا جاكوبس (RE7).

### جو بيكر
جو هو البطل الرئيسي في نهاية فصل (Zoe DLC) لريزدنت إيفل 7: بايوهازرد. يعيش بالقرب من مزرعة بيكر، ولم يتأثر بسيطرة إيفلين مثل بقية أفراد العائلة.
بصوت (الإنجليزية): غيج مافريك ( RE7 )
بصوت (باليابانية): كوزي هيروتا ( RE7 )

### إيفلين
إيفلين هو شخصية الخصم الرئيسية لريزدنت إيفل 7: بايوهازرد.
الصوت (الإنجليزية): باتريشيا ماكنيلي ( RE7 (امرأة عجوز))، باولا رودس ( RE7 (شاب))
الصوت (باليابانية): يوري تاباتا ( RE7 (امرأة عجوز))، سومير مورووشي ( RE7 (شاب)).